# マルセロ・ヴィエイラ・ダ・シウヴァ・ジュニオル
マルセロ・ヴィエイラ・ダ・シウヴァ・ジュニオール（Marcelo Vieira da Silva Júnior, 1988年5月12日 - ）は、ブラジル・リオデジャネイロ州リオデジャネイロ出身の元サッカー選手。元ブラジル代表。ポジションはディフェンダー。
ブラジル代表のチームメイトであるネイマールにも引けを取らないテクニックを持つことで知られる。積極的な攻撃参加を好むスタイルから同国代表のレジェンドである「ロベルト・カルロスの後継者」と称される。

## クラブ経歴

### 生い立ち
1988年、リオデジャネイロで、消防士の父と教師の母から生まれる。マルセロは9歳の頃にフットサルを始めた。13歳でフルミネンセFCのユースチームに加入する。当初はミッドフィールダーとしてプレーしていたが、よりスピードを生かすために当時の監督はマルセロのポジションを下げた。フベニールに所属していた時に貰った初めての給料は、全て祖父に渡した。

### クラブ

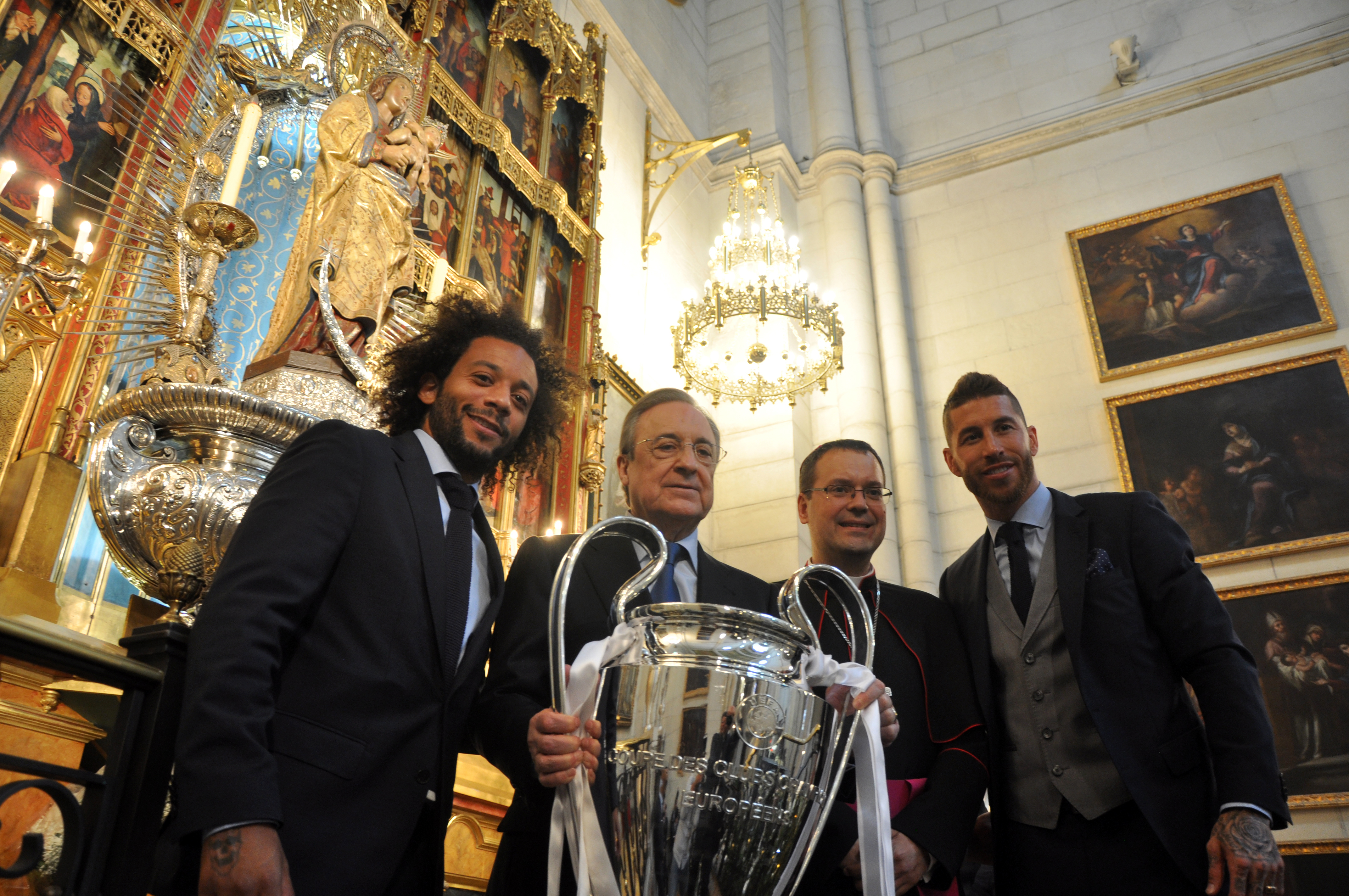
2018年、UEFAチャンピオンズリーグ優勝を祝うマルセロ（左）

2005年にフルミネンセFCのトップチームに加わり、同年にリオデジャネイロ州選手権を制覇。ブラジル代表デビュー後にCSKAモスクワやセビージャFC、ユヴェントスFCから正式オファーを受け取る。フルミネンセ側は、セビージャへの移籍でクラブ間合意に至っていた。しかし、マルセロ本人の希望で2007年1月に移籍金600万ユーロでレアル・マドリードに移籍し、7日のデポルティーボ・ラ・コルーニャに途中出場。翌節のラシン・サンタンデール戦で、ファビオ・カペッロはマルセロをスタメンで起用した。その年にクラブはプリメーラ・ディビシオンを制覇した。
2009年、監督にファンデ・ラモスが就任してからは守備の不安もあってガブリエル・エインセが左サイドバックの位置で使われたため、左サイドハーフでプレーする機会が増加。怪我人等でやむを得ない場合や攻撃重視のシステムを用いる場合を除き、左サイドハーフで出場するようになった。マヌエル・ペジェグリーニが監督就任してからも変わらず、主にミッドフィールダーとして出場した。そのシーズンはゴールキーパーのイケル・カシージャスに次ぐ出場試合数、出場時間であり、グティと並んでクラブトップタイ、リーグ全体でも4位となる9アシストを記録した。
翌シーズンは再びレフトバックの位置でプレーし、2010-11シーズン前のプレシーズンマッチ、エルクレスCF戦ではキャプテンを務めた。その後、新たに監督に就任したジョゼ・モウリーニョの指導もあって、長らくの課題とされてきた守備を大幅に向上させ信頼を獲得、ディエゴ・マラドーナからは「メッシとクリスティアーノは別として、現状でマルセロがリーガで最高の選手だと思う」との賛辞を受けた。また、マアマドゥ・ディアッラのASモナコ移籍後は、イケル・カシージャス、セルヒオ・ラモスに次ぐ第3キャプテンとなった。2011年3月16日のUEFAチャンピオンズリーグ 決勝トーナメント第1戦のオリンピック・リヨン戦2ndレグでは先制点を挙げると共に2点目の起点となり、レアル・マドリードの7年ぶりのベスト8進出に大きく貢献、前年の雪辱を果たした。

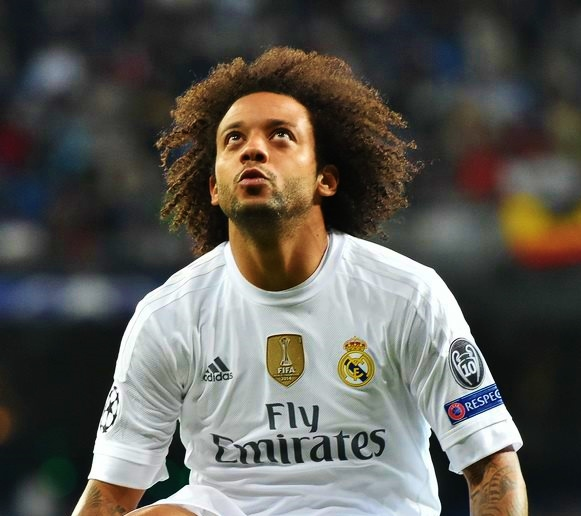
レアル・マドリードでのマルセロ（2015年）

2013-14シーズンのチャンピオンズリーグ決勝、アトレティコ・マドリードとの対戦でリードを広げるレアルの3点目を決めて大会初優勝を果たした。2015年7月10日、レアル・マドリードとの契約を2020年6月30日まで延長したことをクラブ公式HPで発表した。また、同年夏の移籍市場にてカシージャスが移籍したことにより、レアル・マドリードの副キャプテンに就任した。
2016-17シーズン、レアル・マドリードでの公式戦400試合出場を達成した。チャンピオンズリーグ決勝、ユヴェントス対戦ではアセンシオへのアシストを決めて優勝。2017年9月14日、レアル・マドリードとの契約を2022年6月30日まで延長したことが発表された。2017-18シーズンのチャンピオンズリーグ決勝のリヴァプール戦では、ガレス・ベイルの2ゴールをアシストして優勝に貢献した。
2018-19シーズンは、サンティアゴ・ソラーリが監督に就任するとセルヒオ・レギロンに定位置を奪われた。マルセロはこの状況に不快感を示し、冬以降には盟友ロナウドが所属するユヴェントスFCへの移籍も噂されたが、ジダンが監督に復帰するとレギュラーに返り咲いた。しかし、2019年夏にフェルランド・メンディが加入するとスターティングメンバーとしてプレーする機会が減少した。2020年1月、コパデルレイのレアル・サラゴサ戦でチーム通算500試合出場を果たした。この数字は歴代外国人選手の中ではロベルト・カルロスの527試合に次ぐものである。
2021年7月にセルヒオ・ラモスが退団したことにより主将に就任。スペイン国外の選手がレアル・マドリードの主将となることは、アーサー・ジョンソン以来117年ぶりとなる。しかし前3シーズン同様に加齢による運動量の低下と守備の不安からメンディの控えという立場は変わらず、メンディの負傷時にも新加入のダヴィド・アラバや若手のミゲルが起用されるなど、このシーズンはリーグ戦12試合の出場に留まった。
2022年5月28日に行われたUEFAチャンピオンズリーグ優勝後にマルセロ本人が、「これが最後の試合だった」と発言。6月12日、レアル・マドリードは現行契約満了に伴い、マルセロの退団を正式に発表した。6月13日に退団セレモニーが行われた。
2022年9月2日、オリンピアコスFCに延長オプション付きの1年契約で加入することが発表された。オリンピアコスではコンディション調整に苦しみ公式戦10試合の出場(うち先発出場2試合)に留まるなか、2023年2月18日に双方合意の元で契約を解除した事が発表された。
2月24日、古巣のフルミネンセFCへの加入が発表された。16年ぶりの復帰となる。背番号は12番。リオ・デ・ジャネイロ州選手権決勝、CRフラメンゴとの第2戦では先制点を挙げ、チームはその後4-0と勝利し、タイトルを獲得した。2023年にはコパ・リベルタドーレスも制し、欧州王者と南米王者を経験した15人目の選手となった。
2024年11月2日、双方合意によりクラブとの契約を解除した。2025年2月6日、現役引退を表明した。

## 代表経歴

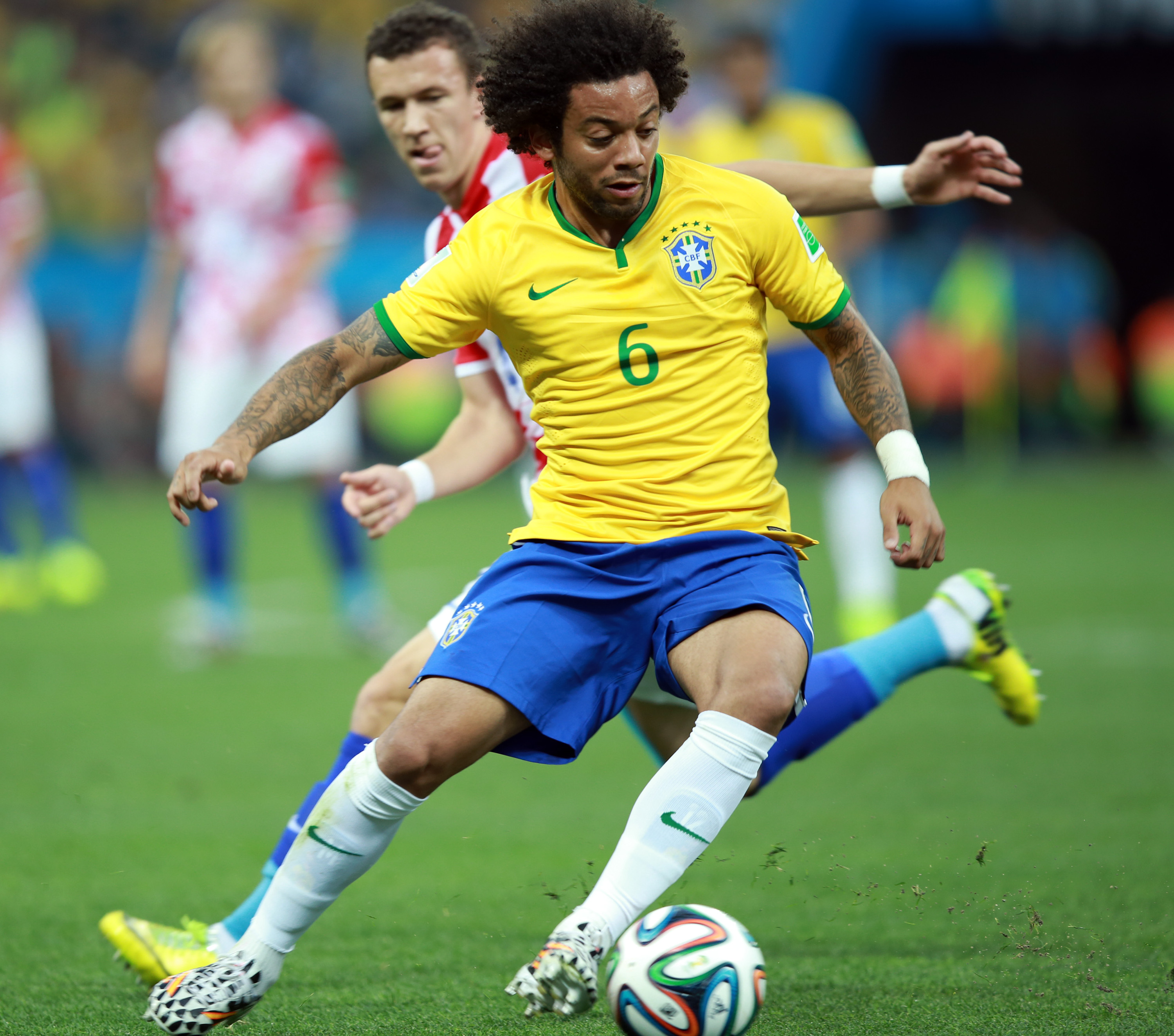
W杯クロアチア戦でのマルセロ（2014年）

ブラジル代表として2005 FIFA U-17世界選手権や2007 FIFA U-20ワールドカップに招集され、2006年に行われたブラジル対ウェールズの親善試合にて代表でもトップチームデビューし、強力なミドルシュートで代表初ゴールを決めて見せた。
2008年に行われた北京オリンピックでは銅メダルを獲得した。2012年にもロンドンオリンピックにオーバーエイジ枠として出場し、準優勝の銀メダルに貢献した。
2014年に行われたブラジルでの自国開催となった2014 FIFAワールドカップのブラジル代表に選出。開幕戦では、クロアチア戦で先発出場。しかし、前半11分に相手のイヴィツァ・オリッチの入れたクロスボールが自陣ゴール前にいた自身の足に当たり、オウンゴールを決められた。2014 FIFAワールドカップ大会初のゴールがオウンゴールとなったのは、歴史上でワールドカップ史上初である。マルセロのオウンゴールで先制点を許してしまったが、その後巻き返して開幕戦はブラジルが勝利を挙げた。優勝候補と言われたブラジル代表は準決勝でドイツに大敗。優勝はおろか、4位で大会を終えた。
2015年に行われたコパ・アメリカ2015は一度はメンバーに招集されたが、腰痛のため参加を辞退した。
2018年からは、ブラジル代表でも背番号12番を着用することとなった。なお、それ以前は代表の12番はゴールキーパーの背番号であり、フィールドプレイヤーで初めて12番を着用した。同年のFIFAワールドカップでは、ファンの選ぶベストイレブンに選出された。

## プレースタイル
ディフェンダーながらブラジル代表のチームメイトであるネイマールにも引けを取らない高度なテクニックを持つことで知られる。特に以前はフットサルをしていたこともあり、足裏を駆使したテクニックや股抜きなどフットサル的なプレーを得意とする。2017年11月に親善試合で日本代表と対戦、その試合では2点目となるミドルシュートを決め、試合後には日本代表のサイドバック長友佑都がそのテクニックをアンドレス・イニエスタに喩え、称賛するコメントを残した。ウィングとしてのプレーもボランチ的なプレーも上手く、テクニックと天性のスピードを駆使したドリブル突破のほか試合の組み立てにも参加する。中盤でのプレー機会があることや攻撃が評価されることが多いことからポジションのコンバートを問われることがあるが、本人は「後方からパスを受けた方が試合展開を読める。自分のスタイルはサイドバック。」とコメントしている。ブラジル人であること、またその風貌と攻撃で目立つことから守備が軽いとみられることも多かったが、当初そのように評価していたジョゼ・モウリーニョは実際にマルセロを起用していく上で、守備力の高さについても高い評価を行った。

## エピソード
- 自宅から10分の距離にある練習場でさえ音楽を聴きながらではないと行けないというほど音楽を好んでいる[3]。ヒップホップを特に好んで聴き、iPodにも多くの曲をいれている[33]。
- 自身の誕生日と同じ数字であり、マルセロの親友が付けてプレーしている背番号でもあるという理由で背番号12番を好んでおり、フルミネンセ、レアル・マドリードのほかブラジル代表でも12番を着用している。特にブラジル代表ではそれまで12番はゴールキーパーの番号であったため、直接チッチ監督らと話をして着用の許可を得た[34]。
- 自身のアイドルとしてロベルト・カルロスの他にフットサル選手のマノエル・トビアス、同じくブラジル代表左サイドバックのブランコを挙げている[33](ロベルト・カルロスも、自身のアイドルとしてブランコを挙げている)。
- 幼馴染で元モデルのクラリス・アウヴェスと2008年に結婚、翌年9月には第一子エンツォ・ヴィエイラが誕生している。2017年にはエンツォがレアル・マドリードの下部組織に入団したことが報じられている[35]。
- 2017年5月、ESPNは世界で最も有名なアスリート100人を発表し、45位に選出された。サッカー選手としては16位[36]。
- かつて指導を受けたベルント・シュスターからは非常に太りやすい体質だと評されている[37]。
- 自身の従兄弟はJ2のFC琉球に所属していたハモンである。

## 個人成績
| クラブ             | シーズン | リーグ     | リーグ戦 | リーグ戦 | カップ戦 | カップ戦 | 国際大会 | 国際大会 | その他 | その他 | 合計 | 合計 |
| クラブ             | シーズン | リーグ     | 出場     | 得点     | 出場     | 得点     | 出場     | 得点     | 出場   | 得点   | 出場 | 得点 |
| ------------------ | -------- | ---------- | -------- | -------- | -------- | -------- | -------- | -------- | ------ | ------ | ---- | ---- |
| フルミネンセ       | 2005     | セリエA    | 12       | 2        | 0        | 0        | 0        | 0        | 0      | 0      | 12   | 2    |
| フルミネンセ       | 2006     | セリエA    | 18       | 4        | 0        | 0        | 0        | 0        | 0      | 0      | 18   | 4    |
| フルミネンセ       | 通算     | 通算       | 30       | 6        | 0        | 0        | 0        | 0        | 0      | 0      | 30   | 6    |
| レアル・マドリード | 2006-07  | プリメーラ | 6        | 0        | 0        | 0        | 0        | 0        | 0      | 0      | 6    | 0    |
| レアル・マドリード | 2007-08  | プリメーラ | 24       | 0        | 2        | 0        | 6        | 0        | 0      | 0      | 32   | 0    |
| レアル・マドリード | 2008-09  | プリメーラ | 27       | 4        | 2        | 0        | 5        | 0        | 0      | 0      | 34   | 4    |
| レアル・マドリード | 2009-10  | プリメーラ | 35       | 4        | 2        | 0        | 6        | 0        | 0      | 0      | 43   | 4    |
| レアル・マドリード | 2010-11  | プリメーラ | 32       | 3        | 6        | 0        | 12       | 2        | 0      | 0      | 50   | 5    |
| レアル・マドリード | 2011-12  | プリメーラ | 32       | 3        | 3        | 0        | 7        | 0        | 2      | 0      | 44   | 3    |
| レアル・マドリード | 2012-13  | プリメーラ | 14       | 0        | 1        | 0        | 2        | 1        | 2      | 0      | 19   | 1    |
| レアル・マドリード | 2013-14  | プリメーラ | 28       | 1        | 4        | 0        | 7        | 1        | 0      | 0      | 39   | 2    |
| レアル・マドリード | 2014-15  | プリメーラ | 34       | 2        | 3        | 1        | 11       | 1        | 5      | 0      | 53   | 4    |
| レアル・マドリード | 2015-16  | プリメーラ | 30       | 2        | 0        | 0        | 11       | 0        | 0      | 0      | 41   | 2    |
| レアル・マドリード | 2016-17  | プリメーラ | 30       | 2        | 3        | 1        | 11       | 0        | 3      | 0      | 47   | 3    |
| レアル・マドリード | 2017-18  | プリメーラ | 28       | 2        | 0        | 0        | 11       | 3        | 5      | 0      | 44   | 5    |
| レアル・マドリード | 2018-19  | プリメーラ | 23       | 2        | 4        | 0        | 4        | 1        | 3      | 0      | 34   | 3    |
| レアル・マドリード | 2019-20  | プリメーラ | 15       | 1        | 3        | 1        | 4        | 0        | 1      | 0      | 23   | 2    |
| レアル・マドリード | 2020-21  | プリメーラ | 16       | 0        | 1        | 0        | 2        | 0        | 0      | 0      | 19   | 0    |
| レアル・マドリード | 2021-22  | プリメーラ | 12       | 0        | 2        | 0        | 3        | 0        | 1      | 0      | 18   | 0    |
| レアル・マドリード | 通算     | 通算       | 386      | 26       | 36       | 3        | 102      | 9        | 22     | 0      | 546  | 38   |
| 総通算             | 総通算   | 総通算     | 416      | 32       | 36       | 3        | 102      | 9        | 22     | 0      | 576  | 44   |

## 代表歴

### 出場大会
- U-17ブラジル代表
  - 2005年 - 2005 FIFA U-17世界選手権 (準優勝)
- U-20ブラジル代表
  - 2007年 - 2007 FIFA U-20ワールドカップ (ベスト16)
- U-23ブラジル代表
  - 2008年 - 2008 北京オリンピック (3位)
  - 2012年 - 2012 ロンドンオリンピック (準優勝) ※オーバーエイジ
- ブラジル代表
  - 2013年 - FIFAコンフェデレーションズカップ2013 (優勝)
  - 2014年 - 2014 FIFAワールドカップ (4位)
  - 2018年 - 2018 FIFAワールドカップ (ベスト8)

### 試合数
- 国際Aマッチ 58試合 6得点（2006年-2018年）[38]

| ブラジル代表 | 国際Aマッチ | 国際Aマッチ |
| 年           | 出場        | 得点        |
| ------------ | ----------- | ----------- |
| 2006         | 1           | 1           |
| 2007         | 1           | 0           |
| 2008         | 2           | 0           |
| 2009         | 2           | 0           |
| 2010         | 0           | 0           |
| 2011         | 2           | 1           |
| 2012         | 8           | 2           |
| 2013         | 12          | 0           |
| 2014         | 9           | 0           |
| 2015         | 5           | 0           |
| 2016         | 3           | 0           |
| 2017         | 5           | 2           |
| 2018         | 8           | 0           |
| 通算         | 58          | 6           |

### 得点
| #  | 開催年月日     | 開催地                                             | 対戦国                   | スコア | 結果 | 試合概要                          |
| -- | -------------- | -------------------------------------------------- | ------------------------ | ------ | ---- | --------------------------------- |
| 1. | 2006年9月5日   | ロンドン、ホワイト・ハート・レーン                 | ウェールズ               | 2–0    | 2–0  | 親善試合                          |
| 2. | 2011年10月11日 | トレオン、エスタディオ・コロナ                     | メキシコ                 | 1–2    | 1–2  | 親善試合                          |
| 3. | 2012年2月28日  | ザンクト・ガレン、AFGアレナ                        | ボスニア・ヘルツェゴビナ | 0–1    | 1–2  | 親善試合                          |
| 4. | 2012年5月30日  | ワシントンD.C.、フェデックスフィールド             | アメリカ合衆国           | 1–3    | 1–4  | 親善試合                          |
| 5. | 2017年3月28日  | サンパウロ、アレーナ・デ・サンパウロ               | パラグアイ               | 3–0    | 3–0  | 2018 FIFAワールドカップ・南米予選 |
| 6. | 2017年11月10日 | ヴィルヌーヴ＝ダスク、スタッド・ピエール＝モーロワ | 日本                     | 2–0    | 3–1  | 親善試合                          |

## タイトル

### クラブ
フルミネンセFC
- リオデジャネイロ州選手権：2回（2005, 2023）
- コパ・リベルタドーレス：1回（2023）

レアル・マドリード
- プリメーラ・ディビシオン：6回（2006-07, 2007-08, 2011-12, 2016-17, 2019-20, 2021-22）
- スーペルコパ・デ・エスパーニャ：5回（2008, 2012, 2017, 2019, 2022）
- コパ・デル・レイ：2回（2010-11, 2013-14）
- UEFAチャンピオンズリーグ：5回（2013-14, 2015-16, 2016-17, 2017-18, 2021-22）
- UEFAスーパーカップ：3回（2014, 2016, 2017）
- FIFAクラブワールドカップ：4回（2014, 2016, 2017, 2018）

### 代表
U-23ブラジル代表
- 北京オリンピック銅メダル：2008
- ロンドンオリンピック銀メダル：2012

ブラジル代表
- FIFAコンフェデレーションズカップ：2013

### 個人
- プレミオ・クラッキ・ド・ブラジレイロンベストイレブン：2006
- UEFAチーム・オブ・ザ・イヤー：3回（2011, 2017, 2018）
- FIFA/FIFPro World XI：6回（2012, 2015, 2016, 2017, 2018, 2019）
- FIFAワールドカップ ドリームチーム：2回（2014, 2018[39]）
- ESMチーム・オブ・ザ・イヤー：2回（2015-16, 2016-17）